# Боксеры (трусы)
Бо́ксеры (англ. boxer shorts или boxers) — тип мужского нижнего белья. 
Боксеры представляют собой свободные, необтягивающие трусы в виде шортов. Английский термин «boxer shorts» введён в обиход в 1944 году. В Союзе ССР, России в просторечии трусы такого типа называют «семейными», «семейниками».

## История
В 1925 году Джейкоб Голомб, основатель компании «Everlast», придумал новый дизайн боксёрских трусов, где жёсткий кожаный пояс заменил гибким резиновым. Эти спортивные трусы для бокса и стали прародителями нового типа мужского нижнего белья. В Америке боксеры начали пользоваться популярностью в конце 1940-х годов, чему способствовали военные лётчики.
К 1970-м годам с появлением обтягивающих джинсов удобнее стало носить брифы, и боксеры проигрывают в популярности. Снова популярность боксеры приобретают в 1986 году, когда Ник Кэмен снялся в рекламном ролике «Levi’s», где, раздевшись, продемонстрировал белые трусы-боксеры.

## Современный дизайн
В зависимости от производителя современные боксеры шьют из различных тканей (как натуральных, так и синтетических), с использованием хлопка, трикотажа, шёлка. Модели трусов представлены в различных цветах и окрасках (однотонные, в полоску, с различными рисунками и так далее). Боксеры шьют различной длины (до колен, до середины бедра и так далее), они могут быть с ширинкой или без ширинки. Ширинка, в свою очередь, может быть на пуговицах, кнопках, липучке или вообще не иметь механизма закрытия. Боксеры бывают с узким или широким поясом (резинкой); на широком поясе часто находится название бренда.

## Галерея
- Боксеры с ширинкой на пуговицах
- Мужчина в белых боксерах
- Различные боксеры и трусы-шорты